# Wagneriana transitoria
Wagneriana transitoria är en spindelart som först beskrevs av Carl Ludwig Koch 1839.  Wagneriana transitoria ingår i släktet Wagneriana och familjen hjulspindlar. Inga underarter finns listade i Catalogue of Life.